# Sela Ward
Sela Ann Ward (Meridian, 11 luglio 1956) è un'attrice ed ex modella statunitense, vincitrice di un Golden Globe e un Emmy per la serie televisiva Ancora una volta.

## Biografia
Dopo essersi laureata alla University dell'Alabama a Tuscaloosa, affiliata alla sorellanza delle Chi Omega, si è laureata una seconda volta in arte e comunicazione. Dopo aver lavorato a New York City come artista per storyboard ha lavorato come modella per l'agenzia Wilhelmina Models e come testimonial per la Maybelline cosmetici. 
Si è poi spostata in California per il suo debutto cinematografico nel film I miei problemi con le donne (1983), e ha poi ottenuto un ruolo fisso nella serie Navy. Per il suo ruolo in Sisters, dove interpretava l'alcolizzata e bulimica Teddy Reed, nel 1994 ha vinto il suo primo Emmy. 
Ha poi partecipato a numerosi serial di successo, come  Frasier (1997), Ancora una volta (1999-2002) e Dr. House - Medical Division (2005-2012), dove interpretava il ruolo di Stacy Warner, l'ex compagna del Dottor House. Dalla settima stagione, entra nel cast del serial CSI: NY (2010-2013), al posto di Melina Kanakaredes.

## Vita privata
L'attrice è sposata dal 23 maggio 1992 con il magnate Howard Sherman e ha avuto due figli, Austin e Anabella. Nel 2002 ha aperto una casa-ricovero per bambini abbandonati o vittime di soprusi, l'Hope Village for Children a Meridian. La 22nd Avenue di Meridian è stata chiamata Sela Ward Parkway in suo onore.

## Filmografia

### Cinema
- I miei problemi con le donne (The Man Who Loved Women), regia di Blake Edwards (1983)
- Addio vecchio West (Rustlers' Rhapsody), regia di Hugh Wilson (1985)
- Niente in comune (Nothing in Common), regia di Garry Marshall (1986)
- Steele Justice, regia di Robert Boris (1987)
- Hello Again, regia di Frank Perry (1987)
- Figlio delle Tenebre, regia di Marina Sargenti (1991)
- Il fuggitivo (The Fugitive), regia di Andrew Davis (1993)
- Fuga dalla Casa Bianca (My Fellow Americans), regia di Peter Segal (1996)
- Studio 54 (54), regia di Mark Christopher (1998)
- Se scappi, ti sposo (Runaway Bride), regia di Garry Marshall (1999)
- The Badge - Inchiesta scandalo (The Badge), regia di Robby Henson (2002)
- Dirty Dancing 2 (Dirty Dancing: Havana Nights), regia di Guy Ferland (2004)
- The Day After Tomorrow - L'alba del giorno dopo (The Day After Tomorrow), regia di Roland Emmerich (2004)
- The Guardian - Salvataggio in mare (The Guardian), regia di Andrew Davis (2006)
- Il segreto di David - The Stepfather (The Stepfather), regia di Nelson McCormick (2009)
- L'amore bugiardo - Gone Girl (Gone Girl), regia di David Fincher (2014)
- Independence Day - Rigenerazione (Independence Day: Resurgence), regia di Roland Emmerich (2016)

### Televisione
- Navy (Emerald Point N.A.S.) – serie TV, 22 episodi (1983-1984)
- Avvocati a Los Angeles (L.A. Law) – serie TV, episodi 1x09-1x10 (1986)
- Hotel – serie TV, episodio 4x05 (1986)
- Obiettivo amore (The King of Love), regia di Anthony Wilkinson – film TV (1987)
- Bridesmaids, regia di Lila Garrett – film TV (1989)
- L'ossessione di Sarah Hardy (The Haunting of Sarah Hardy), regia di Jerry London – film TV (1989)
- Omicidio all'alba (Rainbow Drive), regia di Bobby Roth – film TV (1990)
- Sisters – serie TV, 122 episodi (1991-1996)
- Testimonianza pericolosa (Double Jeopardy), regia di Lawrence Schiller – film TV (1992)
- Frasier – serie TV, episodio 5x01 (1997)
- Il prezzo del coraggio (Rescuers: Stories of Courage: Two Women), regia di Peter Bogdanovich – film TV (1997)
- Batman - Cavaliere della notte (The New Batman Adventures) – serie animata, episodio 1x09 (1999) – voce
- Ancora una volta (Once and Again) – serie TV, 63 episodi (1999-2002)
- Tradimento fatale (Suburban Madness), regia di Robert Dornhelm – film TV (2004)
- Dr. House - Medical Division (House M.D.) – serie TV, 10 episodi (2005-2012)
- CSI: NY – serie TV, 57 episodi (2010-2013) – Josephine Danville
- Graves – serie TV, 20 episodi (2016-2017)
- Westworld - Dove tutto è concesso (Westworld) – serie TV, episodi 2x02-2x09 (2018)
- FBI – serie TV (2018-2019)

## Doppiatrici italiane
Nelle versioni in italiano delle opere in cui ha recitato, Sela Ward è stata doppiata da:
- Laura Boccanera in Tradimento fatale, Un profilo nel buio, Studio 54, The Day After Tomorrow - L'alba del giorno dopo, Independence Day - Rigenerazione, Graves, Westworld - Dove tutto è concesso
- Liliana Sorrentino in Navy, L'amore bugiardo - Gone Girl
- Roberta Greganti in Dirty Dancing 2, Sisters (2ª voce)
- Cinzia De Carolis in CSI: NY
- Pinella Dragani in Dr. House - Medical Division
- Emanuela Rossi in L' Ossessione di Sarah Hardy
- Margherita Sestito in Sisters (1ª voce)
- Tiziana Avarista ne Il fuggitivo
- Elda Olivieri in Fuga dalla Casa Bianca
- Antonella Giannini in The Badge - Inchiesta scandalo
- Angiola Baggi in The Guardian - Salvataggio in mare
- Rossella Acerbo in Frasier
- Roberta Paladini in Il sogno di una vita
- Alessandra Cassioli in Ancora una volta
- Eleonora De Angelis in Il segreto di David - The Stepfather
- Monica Gravina in Storie di coraggio: Due donne
- Alessandra Korompay in F.B.I.

Come doppiatrice è stata sostituita da:
- Elda Olivieri in Batman - Cavaliere della notte

## Premi e riconoscimenti
- Emmy Award
  - 1994 – Miglior attrice protagonista in una serie drammatica per Sisters
  - 2000 – Miglior attrice protagonista in una serie drammatica per Ancora una volta (Once and Again)